# Søby Sø
Søby Sø (også Nørre Søby Sø, tidligere Søbysøgårdsø), er en meget flad sø på Midtfyn, som ligger mellem Nørre Søby på østsiden og Søbysøgård på vestsiden. Fra søen udspringer Lindved Å. Nørre Søby Kirke ligger meget tæt på søen. Søen har fiskebestand og er omgivet af en omfattende rørsump.

## Geografi
Søby Sø ligger i bunden af en smeltevandsdal. Den har afløb til Lindved Å i søens nordside og har Bondehaverenden i syd som det eneste vigtige tilløb. I den nordøstlige del af søen findes der desuden en ø på ca. 0,25 ha. På søens vestlige bred ligger herregården Søbysøgård samt en række til denne hørende huse, mens landsbyen Nørre Søby samt Nørre Søby Kirke ligger ved søens østside. Søen er meget flad med de dybeste steder kun lidt fra dens østlige bred, og den er næsten helt omgivet af rørsump. 800 m nord for søen findes der et stemmeværk i Lindved Å, der regulerer søens vandstand.

## Historie
Søens navn udspringer fra dens beliggenhed ved herregården Søbysøgård, og navnet har således været Søbysøgårdsø (1868). Dette er senere blevet forkortet til Søby Sø, eller nogen gange Nørre Søby Sø efter landsbyen på søens østside. Landsbyens navn har dog også sin oprindelse i søen, og også herregården er efter søen benævnt Søgård med tilføjelsen Søby for at adskille den fra andre Søgårde på Fyn. 
I det 18. århundrede var søen omkring 26 ha stor, men senere blev vandstanden så sænket, og søen fik sin nuværende størrelse på godt 18 ha. Søen har i hvert fald siden dette tidspunkt hørt under herregården, og der har i starten af det 20. århundrede været et mindre, men organiseret geddefiskeri fra denne.

## Dyreliv
I søen er der i de sidste år blevet fanget aborre, gedde, skalle og ål, og tidligere er der også blevet fanget suder.

## Miljø
Søen har i lang tid haft problemer med for mange næringsstoffer, sandsynligvis fordi den har været udsat for udledning fra herregården; dette har medført algevækst og meget lav sigtbarhed. Desuden har der på grund af det flade vand været en risiko for tilgroning med siv, men dette er blevet modvirket med manuelle indgreb.

## Galleri
- Søby Sø fra syd
- Søbysøgård og Søby Sø

## Ekstern kilde/henvisning
Thorkild Høy, Danmarks Søer – Søerne i Fyns Amt, Vedbæk 2000
55°17′20″N 10°22′15″Ø / 55.28889°N 10.37083°Ø